# أجنحة الحمامة (فلم)
أجنحة الحمامة (بالإنجليزية: The Wings of the Dove) هو فيلم دراما أمريكي بريطاني إنتاج عام 1997 من إخراج إين سوفتلي وبطولة هيلينا بونهام كارتر وأليسون إليوت ولينوس روش. قصة الفيلم مقتبسة من إحدى روايات هنري جيمس تحمل نفس الاسم. كتب السيناريو حسين أميني، رشح الفيلم لأربع جوائز أوسكار وخمس جوائز BAFTA.
تدور قصة الفيلم حول الأمريكية بالغة الثراء (كيتي) التي ترث عن والدتها ثروة ضخمة، لكنها في نفس الوقت مريضة بمرض بالغ الخطورة، ومن هذا المنطلق يتقرب إليها العديد من الأشخاص ولكن هناك من يتقرب إليها بدافع النبل وآخرون بدافع الطمع والجشع.

## وصلات خارجية
- أجنحة الحمامة على موقع IMDb (الإنجليزية)
- أجنحة الحمامة على موقع ميتاكريتيك (الإنجليزية)
- أجنحة الحمامة على موقع الموسوعة البريطانية (الإنجليزية)
- أجنحة الحمامة على موقع روتن توميتوز (الإنجليزية)
- أجنحة الحمامة على موقع نتفليكس (الإنجليزية)
- أجنحة الحمامة على موقع قاعدة بيانات الأفلام العربية
- أجنحة الحمامة على موقع ألو سيني (الفرنسية)
- أجنحة الحمامة على موقع Turner Classic Movies (الإنجليزية)
- أجنحة الحمامة على موقع أول موفي (الإنجليزية)
- أجنحة الحمامة على موقع بوكس أوفيس موجو (الإنجليزية)

1. ↑  وصلة مرجع: http://www.imdb.com/title/tt0120520/. الوصول: 19 مايو 2016.
2. ↑  وصلة مرجع: http://www.metacritic.com/movie/the-wings-of-the-dove. الوصول: 19 مايو 2016.
3. ↑  وصلة مرجع: http://m.filmaffinity.com/es/movie.php?id=363685. الوصول: 19 مايو 2016.